# Faustino Delgado
Faustino Delgado Olabarrera (* 15. Februar 1921 in Mollendo; † 31. Oktober 2004) war ein peruanischer Fußballspieler. Der Stürmer spielte ein Länderspiel für die peruanische Nationalmannschaft und wurde auf Vereinsebene zweimal Meister.

## Karriere

### Verein
Seine ersten Schritte im Fußball machte Delgado im Jahr 1941 beim Nacional FBC aus Mollendo in der Region Arequipa. Im Jahr 1945 wechselte er zu Sporting Tabaco und blieb dem Verein viele Jahre treu. Zudem war er einer der prägenden Spieler, die den Übergang von Sporting Tabaco zu Sporting Cristal miterlebten. Er erzielte auch ein Tor im allerersten Spiel der Vereinsgeschichte von Sporting Cristal, einem Freundschaftsspiel am 24. Mai 1956, das im Estadio Telmo Carbajo mit einem 2:1-Sieg gegen Sport Boys endete.
In der ersten Saison des neu gegründeten Klubs wurde das Team 1956 in der peruanischen Primera División Meister, wobei Delgado mit elf Treffern bester Torschütze der Meistermannschaft war. 1961 wiederholte Delgado mit Sporting Cristal den Gewinn der Meisterschaft und nahm im Alter von 41 Jahren an der Copa Libertadores 1962 teil. Im Folgejahr beendete er seine Karriere.

### Nationalmannschaft
Delgado betritt im Mai 1961 sein einziges Spiel für Peru bei der Qualifikation zur Weltmeisterschaft 1962. Beim 1:1-Unentschieden gegen Kolumbien erzielte er in der dritten Minute den 1:0-Führungstreffer. Peru qualifizierte sich nicht für das WM-Turnier in Chile.

## Erfolge
Sporting Cristal
- Peruanischer Meister: 1956, 1961